# Suzana de Nóbrega
Suzana da Nóbrega (1610-1701) foi uma princesa do Reino do Congo e matriarca da Casa de Quimpanzo. 

## Biografia
Dona Suzana da Nóbrega teria sido filha de Álvaro II, meia-irmã de Álvaro III. Devido a filiação afirmada de seu pai, ela teria nascido na década de 1610, o que implica que ela tenha morrido com quase cem anos. Na verdade, embora sua origem real fosse aceita por muitos, não se sabe de qual monarca ou nobre Dona Suzana foi filha. Mesmo assim, ela exerceu uma grande influência durante a guerra civil como matriarca da Casa de Quimpanzo, assim como sua contemporânea Dona Ana Afonso de Leão. 
Após a tomada de poder de Álvaro VI, os Quimpanzo refugiaram-se nas montanhas do sul de Soyo, sob proteção do conde Daniel da Silva, que governou esta província de forma quase independente entre 1641 e 1650. O Soyo continuou a ser refugio dos apoiantes dos Quimpanzo durante a guerra civil do Reino do Congo (1665-1709). 
Segundo o capuchinho Antonio Zucchelli, Dona Suzana teria sido filha de três manicongos; Afonso II (1665), Afonso III (1673-1674) e Daniel (1674-1678).  Dona Suzana também pode ter sido mãe de Manuel de Vuzi da Nóbrega, marquês de Lovata e irmão de Daniel, que governou a região de Ambamba-Lovata entre 1678 e 1715. 

Não se sabe a data e nem as circunstâncias de morte de Suzana da Nóbrega. Ela teria morrido em 1701, com a idade 90 anos em Ambriz. 